# 安武あいり
安武 あいり（やすたけ あいり、1993年11月7日 - ）は、日本のタップダンサー、インストラクター。
福岡市を拠点に活動し、母・安武多恵子と共にタップダンススタジオ「ARTSTEPS Neo TAP DANCE SCHOOL」を運営。オールジャンルのタップダンスを追求し、シアタータップから即興まで幅広い表現スタイルを持つ。

## 経歴
2歳でダンスを始め、4歳より母・多恵子のスタジオ「ARTSTEPS」でジャズダンス、タップダンスを本格的に習得。同時期にクラシックバレエも開始。14歳で中野ブラザーズの中野章三に師事し、シアタータップやリズムタップの技術を深化。2008年、中野ブラザーズ60周年記念公演「That's DANCIN'」に出演。2017年、U-25 JAPAN TAP DANCE BATTLEで準優勝。2024年、日本タップダンス奨学生制度（JTSP）第16期生に選出され、シカゴの国際タップフェスティバル「Rhythm World」に参加。現地でソロパフォーマンスを披露。2025年、福岡市の節分大祭でタップダンス奉納を実施し、FBSテレビ番組『バリはやッ!ZIP!』に出演。

## 人物
父がアメリカ人、母が日本人のハーフ。父はアメリカ・ソルトレイク出身で20代で日本に移住し、黒田藩伝柳生新陰流師範となる。母・安武多恵子はタップダンサー兼ジャズダンス講師。幼少期から母のスタジオで育ち、ダンスの基礎を継承。2022年には中野ブラザーズ75周年記念公演で親子共演。

## 活動内容

### ワークショップ・ライブ・イベント
- 2024年9月、スタジオ初の発表会「TAP, RHYTHM, JAZZ, MUSIC.」を主催[4]。和太鼓表現師・池脇晋輔やジャズダンススタジオと共演。
- 2025年1月に札幌でシアタータップのワークショップを開催[5]。

### 音楽とのコラボレーション
- タップを「打楽器」と捉え、ピアニストやベーシストとの即興ライブを実施。和太鼓とのセッションも特徴的。

### スタジオ運営
- 母と共に「ARTSTEPS Neo」を主宰。入門者から上級者まで幅広いクラスを展開し、講師2人体制で初心者をサポート。キッズクラスやシニア向けクラスも提供[6]。

## 受賞歴
- 2017年：U-25 JAPAN TAP DANCE BATTLE 準優勝。

## メディア出演
- 映画：『TAP THE LAST SHOW』（2017年）。
- テレビCM：ミスターマックス、ドクターズファイル（振付・出演）。
- テレビ番組：NHK「福岡一番星」、FBS「バリはやッ!ZIP!」。